# LogMeIn Hamachi
LogMeIn Hamachi ist ein einfach zu konfigurierender, proprietärer VPN-Client mit einem integrierten Instant Messenger. Programme, die sonst nur über lokale Netzwerke funktionieren, lassen sich so auch über das Internet nutzen, zum Beispiel Computerspiele.

## Funktion
Die Verbindung zwischen den einzelnen Rechnern wird mit Hilfe eines zentralen, vom Anbieter betriebenen Servers (Mediation server), bibi.hamachi.cc, aufgebaut. Falls der Server wegen einer entsprechenden Firewall-Regel oder durch Ausfall nicht verfügbar ist, sind keine neuen Verbindungen möglich. Bereits bestehende Tunnel funktionieren jedoch weiter (Tunnel persistence).
Die Nutzdaten fließen dann wie über ein Peer-to-Peer-System zwischen den einzelnen Rechnern selbst und nicht zentral über Hamachi.
Die für den Tunnel verwendeten IP-Adressen stammen aus dem Bereich 5.0.0.0/8. Dieser öffentliche IP-Bereich ist am 30. November 2010 von der IANA an das RIPE zugeteilt worden, dadurch kommt es zu Kollisionen mit IP-Adressen im Internet. Bei einem aktiven Hamachi-Tunnel sind Internet-Hosts in dem Netz 5.0.0.0/8 nicht erreichbar.
Am 19. November 2012 schwenkte LogMeIn auf den Bereich 25.0.0.0/8, welcher zu diesem Zeitpunkt ausschließlich vom Außenministerium Großbritanniens verwendet wurde, weswegen der Hersteller der Tunnelsoftware hier keine Probleme sieht.
Um zu vermeiden, am NAT-Router Port-Umleitungen konfigurieren zu müssen, wird eine STUN-ähnliche NAT-Traversal-Technik verwendet, deren genaue Funktionsweise geheim gehalten wird.
Zunächst gab es Hamachi nur für die Microsoft-Windows-Plattform, inzwischen sind daneben eine Linux- und Mac-Version erschienen. Alle Versionen sind noch im Beta-Stadium. Die Software ist proprietär und wird nach Angaben der Entwickler auch unfrei bleiben.

## Sicherheit
Kerckhoffs’ Prinzip besagt, dass die Sicherheit eines kryptographischen Verfahrens nur auf der Geheimhaltung des Schlüssels beruhen soll und nicht auf der Geheimhaltung des Algorithmus selbst. Da das Programm Closed Source ist, kann die Sicherheit nicht durch ein Audit festgestellt werden. Eine Beschreibung der Sicherheitsarchitektur durch den Hersteller ist auf Englisch verfügbar.
Der für die Funktion des Systems zwingend notwendige und vom Hersteller betriebene Server speichert den Benutzernamen, das Passwort, die statisch zugeteilte 25.0.0.0/8 IP-Adresse und ein zur Authentifizierung verwendetes Token. Zudem kann der Server für jeden aufgebauten Tunnel die tatsächliche öffentliche IP-Adresse des Nutzers, den Beginn und die Dauer der Verbindung und die anderen daran beteiligten Benutzer loggen. Darüber hinaus besteht die Möglichkeit, für die es jedoch keine konkreten Anhaltspunkte gibt, dass weitere Informationen vom Client zum Server in den verschlüsselten Paketen übermittelt werden.
Alle Teilnehmer eines Tunnels haben den gleichen Zugriff auf die Rechner der Beteiligten wie in einem LAN, die NAT- und Firewall-Funktion vorgeschalteter Router wird überbrückt. Daher sind geeignete Maßnahmen zu ergreifen, um potentielle Sicherheitsprobleme, die sich daraus ergeben, zu vermeiden.

## Verwendung
Neben der VPN-Funktion, die unter anderem auch die Verwendung von Netzwerk-Spielen erleichtert, ermöglicht das Programm auch, Texte und Dateien zwischen den verbundenen Rechnern auszutauschen.
Es ist z. B. auch dazu geeignet, Server zu erstellen, um Spiele zu spielen.

## Presse
- Ahlers, Ernst: Das Netz im Netz – Ein eigenes LAN sicher durchs Internet spannen. In: c’t 7/2006, S. 104: Das private Netz: Systemwahl.[5]

„Bei aller Bequemlichkeit muss man sich deshalb bewusst sein, dass man mit der Nutzung ein Vertrauensverhältnis mit dem Betreiber eingeht. Denn der Quellcode der Client-Tools ist nicht offengelegt.“